# Die Verschwundenen von Mourmelon
Die Verschwundenen von Mourmelon waren eine Reihe von verschwundenen Männern, mehrheitlich Wehrpflichtige, in den 1980er-Jahren in der Region um den Militärstandort bei Mourmelon-le-Grand in Frankreich. Von einigen Personen wurde der Leichnam aufgefunden.
Die Affäre wurde 2006 unter dem Titel L’Affaire Pierre Chanal in einem Fernsehfilm verarbeitet, in dem François Levantal den Serienmörder Pierre Chanal spielte.
Die Zeitung Le Canard enchaîné enthüllte 1994, dass die PR-Stelle der französischen Streitkräfte 1987 einen Soziologen mit einer Studie beauftragt hatte, in der die Verschwundenen von Mourmelon als urbane Legende bezeichnet werden.